# Andsjön (Undersåkers socken, Jämtland, 701707-137207)
Andsjön är en sjö i Åre kommun i Jämtland och ingår i Indalsälvens huvudavrinningsområde. Sjön har en area på 0,956 kvadratkilometer och ligger 512,2 meter över havet.

## Delavrinningsområde
Andsjön ingår i det delavrinningsområde (701802-137029) som SMHI kallar för Utloppet av Andsjön. Medelhöjden är 591 meter över havet och ytan är 15,05 kvadratkilometer. Det finns inga avrinningsområden uppströms utan avrinningsområdet är högsta punkten. Vattendraget som avvattnar avrinningsområdet har biflödesordning 4, vilket innebär att vattnet flödar genom totalt 4 vattendrag innan det når havet efter 316 kilometer. Avrinningsområdet består mestadels av skog (74 procent). Avrinningsområdet har 0,95 kvadratkilometer vattenytor vilket ger det en sjöprocent på 6,3 procent.